# Closer (álbum de Joy Division)
| Críticas profissionais | Críticas profissionais |
| Avaliações da crítica  | Avaliações da crítica  |
| Fonte                  | Avaliação              |
| ---------------------- | ---------------------- |
| All Music Guide        | link                   |
| Rolling Stone          | link                   |
| Robert Christgau       | (A-) link              |

Closer é o segundo e último álbum de estúdio da banda britânica de pós-punk Joy Division, lançado em 1980.
Foi considerado um dos mais importantes álbuns do movimento pós-punk. As músicas foram gravadas sob uma abóbada de estuque especialmente construída, a fim da captar a ressonância de uma capela. Não há indicação dos lados, seja no selo, seja no encarte. Assim, com o álbum anterior, Unknown Pleasures, a relação das músicas encontra-se apenas no encarte. Na reedição em CD, considerou-se o lado A sendo o que começa com Atrocity Exhibition, e o lado B começa com Heart And Soul.
Por problemas na tiragem, o álbum só foi lançado em junho de 1980, depois do suicídio do vocalista Ian Curtis, tornando-se um álbum póstumo. A capa, que mostra a foto de uma lápide de cemitério, foi concebida antes da morte de Ian Curtis, mas acabou sendo uma infeliz coincidência (A foto foi tirada no Cemitério Staglieno, em Gênova, Itália).

## Recepção
Na época do lançamento, o crítico da Sounds, Dave McCullough, escreveu que havia "traços sombrios de rock gótico" em Closer. Ele descreveu o álbum como "uma música de tirar o fôlego, um pico de picos atuais, um compartilhamento de algo que está [...] em outros no momento, mas ao mesmo tempo definindo essas noções obscuras e deixando-as inigualáveis". Escrevendo para Smash Hits, Alastair Macaulay descreveu o álbum como um "exercício de paixão obscura controlada" e escreveu que sua música "se destaca por si só como o epitáfio da banda". Escrevendo para Melody Maker, Paolo Hewitt descreveu o álbum como "provavelmente algumas das músicas de dança mais irresistíveis que ouviremos este ano [e] muito longe, com certeza, do mundo claustrofóbico quase sufocante do álbum de estreia", acrescentando que "o melhor (e mais subversivo?) do rock sempre lidou com emoções e pensamentos em vez de posturas padronizadas; é isso que torna Closer tão importante."

## Faixas
| Lado A |                       |         |  |
| N.º    | Título                | Duração |  |
| 1.     | "Atrocity Exhibition" | 6:06    |  |
| 2.     | "Isolation"           | 2:53    |  |
| 3.     | "Passover"            | 4:46    |  |
| 4.     | "Colony"              | 3:55    |  |
| 5.     | "A Means to an End"   | 4:07    |  |

| Lado B |                     |         |  |
| N.º    | Título              | Duração |  |
| 1.     | "Heart and Soul"    | 5:51    |  |
| 2.     | "Twenty Four Hours" | 4:26    |  |
| 3.     | "The Eternal"       | 6:07    |  |
| 4.     | "Decades"           | 6:10    |  |

### Edição remasterizada de 2007
| CD 1: Closer |                       |         |  |
| N.º          | Título                | Duração |  |
| 1.           | "Atrocity Exhibition" | 6:06    |  |
| 2.           | "Isolation"           | 2:53    |  |
| 3.           | "Passover"            | 4:46    |  |
| 4.           | "Colony"              | 3:55    |  |
| 5.           | "A Means to an End"   | 4:07    |  |
| 6.           | "Heart and Soul"      | 5:51    |  |
| 7.           | "Twenty Four Hours"   | 4:26    |  |
| 8.           | "The Eternal"         | 6:07    |  |
| 9.           | "Decades"             | 6:10    |  |

| CD 2: Live at University of London Union, 8-fev-1980 |                           |         |  |
| N.º                                                  | Título                    | Duração |  |
| 1.                                                   | "Dead Souls"              | 4:58    |  |
| 2.                                                   | "Glass"                   | 3:42    |  |
| 3.                                                   | "A Means to and End"      | 4:00    |  |
| 4.                                                   | "Twenty Four Hours"       | 4:05    |  |
| 5.                                                   | "Passover"                | 4:53    |  |
| 6.                                                   | "Insight"                 | 4:01    |  |
| 7.                                                   | "Colony"                  | 4:04    |  |
| 8.                                                   | "These Days"              | 4:17    |  |
| 9.                                                   | "Love Will Tear Us Apart" | 3:13    |  |
| 10.                                                  | "Isolation"               | 4:41    |  |
| 11.                                                  | "Digital"                 | 3:14    |  |

## Integrantes
- Ian Curtis – vocais
- Bernard Sumner – guitarra, teclados
- Peter Hook – baixo
- Stephen Morris – bateria, percussão